# Challenge Trophy 1981
De Challenge Trophy 1981 was het 59e seizoen van Canada's nationale voetbalbeker voor mannenploegen, toen de enige nationale voetbalcompetitie in het land. De eindfase van de bekercompetitie vond plaats van vrijdag 9 tot en met zondag 11 oktober 1981 in Calgary (Alberta). De kwalificaties werden eind september gehouden.

## Deelnemende teams
Alle tien de Canadese provincies vaardigden een team af om deel te nemen aan het Challenge Trophy-seizoen van 1981. Het betrof:
| Provincie            | Team                     | Plaats               |
| -------------------- | ------------------------ | -------------------- |
| Alberta              | Calgary Springer Kickers | Calgary              |
| Brits-Columbia       | Victoria West FC         | Victoria             |
| Québec               | CS Hermes Montréal       | Montréal             |
| Manitoba             | Fort Rouge               | Fort Rouge, Winnipeg |
| New Brunswick        | Saint John               | Saint John           |
| Newfoundland         | Holy Cross FC            | St. John's           |
| Nova Scotia          | Halifax City             | Halifax              |
| Ontario              | North York Ciociaro SC   | North York           |
| Prince Edward Island | Charlottetown            | Charlottetown        |
| Saskatchewan         | Saskatoon United SC      | Saskatoon            |

## Kwalificaties

### Format
Als organiserende provincie was de ploeg uit Alberta vrijgesteld van kwalificatiematchen. De negen andere provincies speelden kwalificatiewedstrijden tegen naburige provincies op drie locaties.
De West-Canadese kwalificatieronde te Victoria (25–27 september) bestond uit een competitie met drie teams waaruit op basis van een puntenklassement een deelnemer aan het hoofdtoernooi bepaald werd.
De vier provincies van Atlantisch Canada werkten hun kwalificatietoernooi af in St. John's (26–27 september). Op basis van een loting werd er een halve finale bepaald, waarop de twee winnaars het in de kwalificatiefinale tegen elkaar opnamen.
Ten laatste speelden de teams afgevaardigd door Québec en Ontario op 27 september 1981 tegen elkaar een enkele kwalificatiematch.

### Kwalificaties West-Canada
Alle wedstrijden werden afgewerkt in het Royal Athletic Park in Victoria. Thuisploeg Victoria West FC plaatste zich met het maximum van 4 punten (twee overwinningen) voor het hoofdtoernooi. De beslissende groepsmatch tussen hen en Fort Rouge trok 600 toeschouwers.
| Datum        |                  | Uitslag |                     |
| ------------ | ---------------- | ------- | ------------------- |
| 25 september | Victoria West FC | 2–1     | Saskatoon United SC |
| 26 september | Fort Rouge       | 0–1     | Saskatoon United SC |
| 27 september | Victoria West FC | 3–2     | Fort Rouge          |

|     | Nr. | Club                | GS | W | G | V | DV | DT | DS | PTN |
| --- | --- | ------------------- | -- | - | - | - | -- | -- | -- | --- |
| Kw. | 1.  | Victoria West FC    | 2  | 2 | 0 | 0 | 5  | 3  | +2 | 4   |
|     | 2.  | Saskatoon United SC | 2  | 1 | 0 | 1 | 2  | 2  | 0  | 2   |
|     | 3.  | Fort Rouge          | 2  | 0 | 0 | 2 | 2  | 4  | -2 | 0   |

### Kwalificaties Atlantisch Canada
Alle wedstrijden werden afgewerkt in het King George V Park in St. John's. Thuisploeg Holy Cross FC plaatste zich na winst in de finale voor het hoofdtoernooi.
| Match        | Datum        |               | Uitslag |               |
| ------------ | ------------ | ------------- | ------- | ------------- |
| Halve finale | 26 september | Saint John    | ?–?     | Halifax City  |
| Halve finale | 26 september | Holy Cross FC | ?–?     | Charlottetown |
|              |              |               |         |               |
| Finale       | 27 september | Holy Cross FC | ?–?     | Saint John    |

### Kwalificaties Ontario–Québec
De wedstrijd werd afgewerkt in het Complexe sportif Claude-Robillard in Montréal. Het waren de bezoekers uit Ontario die zich wisten te kwalificeren.
| Datum        |                    | Uitslag |                        |
| ------------ | ------------------ | ------- | ---------------------- |
| 27 september | CS Hermes Montréal | ?–?     | North York Ciociaro SC |

## Hoofdtoernooi

### Format
In het hoofdtoernooi te Calgary speelden de ploegen uit de twee westelijke en de twee oostelijke gekwalificeerde provincies tegen elkaar de halve finale. Zo speelde de beste West-Canadese en de beste Oost-Canadese ploeg tegen elkaar om de trofee. Daarnaast was er ook een troostfinale voor de bronzen medaille.

### Hoofdtoernooi
| Datum     |                          | Uitslag |                  |
| --------- | ------------------------ | ------- | ---------------- |
| 9 oktober | North York Ciociaro SC   | 1–0     | Holy Cross FC    |
| 9 oktober | Calgary Springer Kickers | 2–1     | Victoria West FC |

| Datum      |                  | Uitslag |               |
| ---------- | ---------------- | ------- | ------------- |
| 11 oktober | Victoria West FC | 0–1     | Holy Cross FC |

In de Challenge Trophy-finale van 1981 namen de Calgary Springer Kickers het in hun eigen stad op tegen North York Ciociaro SC uit Ontario. Het waren de bezoekers die de finale met 1-2 wisten te winnen – de 10e eindoverwinning voor Ontario.
| Datum      |                          | Uitslag |                        |
| ---------- | ------------------------ | ------- | ---------------------- |
| 11 oktober | Calgary Springer Kickers | 1–2     | North York Ciociaro SC |